# Eusebio Sempere
Eusebio Sempere Juan (Onil, Alicante, 3 de abril de 1923 - Onil, 10 de abril de 1985) fue un escultor, pintor y artista gráfico español representativo de la corriente creativa arte cinético.

## Biografía
Hijo de una familia obrera, su padre y un primo de éste regentaban un taller artesanal de elaboración de muñecas de cartón. Su interés por las artes plásticas como «definición del mundo y las cosas», se desarrollaron aun muy joven, a pesar de un defecto en la visión del ojo derecho, que quizá influyó en su personal concepción de la profundidad espacial y los volúmenes. En 1935 se trasladó a Alcoy para cursar estudios de bachillerato, que concluiría cinco años después en Valencia, en el contexto histórico de la guerra civil española. En la capital del Turia (Valencia) ingresó en los cursos nocturnos de la escuela de Artes y Oficios, y en 1941 se matriculó en la Escuela de Bellas Artes de San Carlos de Valencia, donde en 1948 obtuvo el título de profesor de dibujo. Interrumpió sus estudios durante un servicio militar en las Milicias Universitarias. Entre las personalidades más influyente se menciona a Alfons Roig Izquierdo, profesor de religión y buen conocedor del arte moderno y de las vanguardias.
En noviembre de 1948 Eusebio recibió una beca del  Sindicato Español Universitario (SEU) de tres mil pesetas para ir a París, donde tomaría contacto con los movimientos de vanguardia, alojado en la Casa de España de la ciudad universitaria en París, en compañía de otros artistas como Eduardo Chillida y Pablo Palazuelo. En aquella época recibe influencias de Paul Klee, Wassily Kandinsky, Henri Matisse, Piet Mondrian o Georges Braque (a quien suele visitar en su taller). El verano de 1949 volvió a Valencia y expuso en la Galería Mateu diversos gouaches a medio camino de la abstracción realizados en París, en un estilo que el artista relacionó con la obra de Matisse. Rechazado por la crítica, el artista destruyó aquel capítulo de su obra y regresó a París, donde en 1950 conoce a Auguste Herbin, que le invita a participar en el V Salón de Otoño (en una edición en la que también están Josef Albers o Sonia Delaunay. Ese mismo año conoce a Loló Soldevilla, agregada cultural de la Embajada de Cuba en París; tras una difícil relación e incluso un proyecto frustrado de matrimonio seguiría una crisis existencial y artística que le llevó a destruir parte de su obra parisina. En 1953 Sempere se separó definitivamente de la figuración, hacia un estilo más representacional y expresionista, con bodegones, retratos y figuras humanas. Su búsqueda de formas abstractas cada vez más geométricas. En ese periodo se sitúa el inicio de su inmersión en la pintura abstracta y la geometría, siguiendo a Klee, Kandinsky y Mondrian, primero en gouaches, cartulinas y acuarelas, en una búsqueda de lo que el artista definió como «vocabulario de significantes propios».
Fue miembro de Los Siete 1948-1954 junto a los siguientes artistas: Ángeles Ballester Garcés, Vicente Castellanos Giner, Vicente Fillol Roig, Juan Genovés, Vicente Gómez García, Ricardo Hueso de Brugada, Juan Bautista Llorens Riera, Joaquín Michavila y José Masiá Sellés.
En 1955 presentó su serie de Relieves Luminosos (unas cajas de luz con varios planos en el interior, paralelos y con formas geométricas recortadas) en el XI Salon des Réalités Nouvelles, donde su decisión de entregar en mano copias del Manifiesto de la Luz fue mal acogida por los otros artistas concentrados. En 1959 participó en la Bienal de São Paulo y en 1960 en la Bienal de Venecia. En 1958 conoció a Abel Martín con quien desarrollaría la técnica de la serigrafía que había estado aprendiendo desde 1955, y en enero de 1960 Eusebio y Abel regresaron a España, donde Sempere participa en diversas colectivas y trabaja con el Grupo Parpalló. En 1961 convoca una exposición en el Ateneo de Madrid, que marcaría en inicio de su etapa de éxitos. Comienza a utilizar contrachapados como soporte, trabajando con gouache, regla y tiralíneas. Su gama cromática se tiñe de más ocres y tierras, se hace «más española».[cita requerida]
En 1963 y 1966 viajó becado a Estados Unidos, tomando allí contacto con nuevas tendencias artísticas (el pop, el minimalismo, el movimiento Fluxus), y en ambas estancias expuso en la Schaefer Gallery, además de en diversas colectivas, una de ellas en el Moma. En la década de 1960 expuso además en Italia, Alemania o Japón, y se especializó en la técnica de la serigrafía que desarrollaría en la década siguiente. En su última etapa vital se interesó por la escultura y su relación con lo cinético, lo óptico y la luz. Según sus propias manifestaciones, concebía sus esculturas como «pinturas en tres dimensiones o anti-esculturas», piezas de hierro o acero de depurada técnica y síntesis geométrica,  móviles o giratorias, colgantes o sobre peanas o plataformas.
En 1977, Sempere hizo una importante donación al entonces recién creado Museo de La Asegurada de la ciudad de Alicante. En 1983 se le concedió el Premio Príncipe de Asturias de las Artes, y dos años después falleció tras cuatro años de una enfermedad degenerativa; fue enterrado en el monasterio de la Santa Faz de Alicante, en la entrada al camarín en el que se venera la Santa Faz de Alicante.
Su obra se conserva en instituciones y museos como el Museo Nacional Centro de Arte Reina Sofía, el Museo de Arte Moderno de Barcelona, el Museo de Arte Abstracto de Cuenca, el Fogg Museum de la Harvard University, el Museo de Arte Moderno de Nueva York, el Museum of Modern Art, en Atlanta; el Museo de Hamburgo, la Fundación Juan March, en Madrid, el Museo de la Universidad de Alicante, el Museo de Arte Contemporáneo de Alicante (MACA), y el Museo de la Solidaridad Salvador Allende en Chile

## Principales exposiciones
La estancia en París le dio la oportunidad al artista de emprender, a partir de 1953, una coherente y pausada labor de investigación plástica, la cual concluyó con una obra personal. Este proyecto se presentó en abril de 1955 en la exposición Le mouvement, en la Galerie Denise René. Su investigación continuaría a través de sus dibujos a gouache sobre papel Canson, y a través de sus relieves luminosos. Estos relieves serían también presentados en la edición del verano de 1955 del Salon des réalités nouvelles.
En 1949 en la Galería Mateu Arte de Valencia, y en 1961 en el Ateneo de Madrid. En 1965 expone en Madrid en Juana Mordó; en 1973 participa en la I Exposición Internacional de Escultura en la Calle de Santa Cruz de Tenerife y en 1975 en la Galería Rayuela de Madrid. En 1980, exposición antológica organizada por el Ministerio de Cultura español. En 1985 se expone su Obra Gráfica 1946-1982 en la sede bilbaína del Banco de Bilbao. En 1998, exposición antológica póstuma en el IVAM valenciano.

## Premios
- 1964, Beca Ford del Instituto Internacional de Nueva York
- 1980, Medalla de Oro al Mérito en las Bellas Artes, Ministerio de Cultura (España)
- 1983, Premio Príncipe de Asturias de las Artes
- 1983, Premio Alfons Roig, Diputación de Valencia